# Amar Bharati
Mahant Amar Bharati Ji, més conegut com a Amar Bharati, és un sādhu o ascètic indi, conegut per haver mantingut el braç dret aixecat durant més 50 anys com a testimoni de la seva devoció a la deïtat hindú Xiva i com a mostra de suport a la pau mundial.

## Trajectòria
Bharati va treballar com a empleat a Nova Delhi fins que el 1970 va deixar la feina, la família i les amistats per tal de desenvolupar la seva devoció a Xiva, una de les principals divinitats de l'hinduisme. Després de deixar la feina, va sentir que encara estava connectat amb la seva antiga vida i el 1973 va aixecar el braç com a mostra de la seva devoció i «per militar contra les guerres i donar suport a la pau mundial». Va passar dos anys de la seva vida amb un fort dolor, però més tard va perdre tota sensació al braç. Els músculs del seu braç es van atrofiar durant aquell temps. Molts dels seus seguidors es van inspirar en les seves accions, qualificant-ho de «far d'esperança» i fins i tot alçant els seus propis braços durant anys.